# Teatro Mercadante (Altamura)
Il Teatro Mercadante è uno storico teatro di Altamura.

## Storia

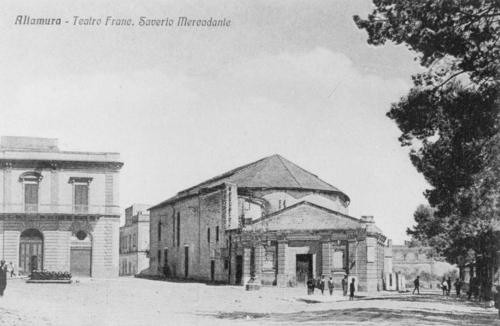
Il teatro nei primi anni

Il teatro fu costruito nel 1895, a cento anni dalla nascita del noto musicista altamurano Saverio Mercadante (1795-1870). Il vecchio sipario risalirebbe al XVIII secolo e ritrae scene inerenti alla fondazione della città di Altamura. Al suo interno sono state girate alcune scene del film Gli anni ruggenti (1962).
Nel 1990 fu chiuso a causa della sua non rispondenza alle leggi di sicurezza e negli anni successivi fu più volte chiesta da più parti la riapertura. Il consorzio che lo gestiva non aveva però sufficienti risorse per un suo restauro e messa in sicurezza; la possibilità di riapertura si concretizzò nel 2003, allorché una cordata di imprenditori altamurani stanziò i fondi per il restauro. Il teatro fu restituito al pubblico l'11 dicembre 2014 con un concerto diretto dal maestro Riccardo Muti.

## Film girati al suo interno
- Gli anni ruggenti (1962)